# Philippe Collombert
Philippe Collombert (né le 2 mars 1969) est un égyptologue, professeur à l'université de Genève.

## Cursus
- 1991 : Diplôme de muséologie de l’École du Louvre.
- 1994 : Diplôme de l'École pratique des hautes études, Ve section, sujet : « Hout-sekhem et le septième nome de Haute-Égypte, recherches de géographie religieuse », sous la direction des professeurs Jean Yoyotte et Christiane Zivie.
- 2000 : Doctorat de 3e cycle à l'École pratique des hautes études, IVe section, sujet : « Du Néo-égyptien au Démotique. Procédés grammaticaux pour l’expression des relations temporelles », sous la direction du professeur Pascal Vernus.
- 2000-2003 : Membre scientifique de l’Institut français d'archéologie orientale du Caire.
- 2008 : est nommé professeur d'égyptologie à l'Université de Genève.

Il participe à de nombreuses missions archéologiques au sein de l’IFAO, dont il a été membre scientifique de 2000 à 2003.
Il a particulièrement étudié des papyri retrouvés dans le Fayoum sur le chantier de Tebtynis dirigé par Claudio Gallazzi.
Avec l'équipe de la mission archéologique française de Saqqarah d'Audran Labrousse sur les fouilles des pyramides de reines de l’époque de Pépi Ier, il a dirigé, de février à avril 2005, le dégagement du tombeau de Rêhérychefnakht sous sa pyramide à Saqqarah-Sud. En 2007, il a pris la succession d'Audran Labrousse à la direction de la mission.
En 2008, il succède à Michel Valloggia en tant que professeur ordinaire d'égyptologie à l'université de Genève.
Il a publié plusieurs articles et une monographie sur la paléographie du mastaba de Mérérouka.